# 砂田 (名古屋市)
砂田（すなだ）は、愛知県名古屋市緑区の地名。現行行政地名は砂田一丁目及び砂田二丁目。住居表示未実施。

## 地理
名古屋市緑区東部に位置し、大清水、八つ松、尾崎山、鴻仏目、篭山と接する。

## 歴史

### 沿革
- 2003年（平成15年）9月27日 - 緑区鳴海町字砂田の一部より砂田一丁目、同字大清水、字篭山、字砂田、字八ツ松の一部より砂田二丁目が成立[1]。
- 2010年（平成22年）11月6日 - 緑区鳴海町字砂田の全部および字八ツ松の一部が砂田一丁目になる[7]。

## 世帯数と人口
2019年（平成31年）3月1日現在の世帯数と人口は以下の通りである。
| 丁目       | 世帯数  | 人口    |
| ---------- | ------- | ------- |
| 砂田一丁目 | 369世帯 | 940人   |
| 砂田二丁目 | 304世帯 | 749人   |
| 計         | 673世帯 | 1,689人 |

### 人口の変遷
国勢調査による人口の推移
| 2005年（平成17年） | 1,479人 | [ 8 ]  |  |
| 2010年（平成22年） | 1,478人 | [ 9 ]  |  |
| 2015年（平成27年） | 1,849人 | [ 10 ] |  |

## 学区
市立小・中学校に通う場合、学校等は以下の通りとなる。また、公立高等学校に通う場合の学区は以下の通りとなる。
| 丁目       | 番・番地等 | 小学校                 | 中学校                 | 高等学校 |
| ---------- | ---------- | ---------------------- | ---------------------- | -------- |
| 砂田一丁目 | 全域       | 名古屋市立大清水小学校 | 名古屋市立鎌倉台中学校 | 尾張学区 |
| 砂田二丁目 | 全域       | 名古屋市立大清水小学校 | 名古屋市立鎌倉台中学校 | 尾張学区 |

## 施設
- 平手南公園
  - 大清水コミュニティセンター
- 砂田東公園

## その他

### 日本郵便
- 郵便番号 : 458-0807[4]（集配局：緑郵便局[13]）。